# Чиркович, Ненад
Ненад Чиркович (серб. Ненад Ћирковић / Nenad Čirković; 9 июля 1973) — югославский футболист.

## Биография
В детстве сначала усиленно занимался баскетболом. В старших классах Чиркович при росте 190 сантиметров был едва ли не самым высоким и мог стать разыгрывающим. Однако затем баскетбол отошёл на второй план, и Чиркович стал профессиональным футболистом. Карьеру начинал в клубе «Младост» Лучани, далее играл в «Бораце» Чачак и «Радничках» Крагуевац.. В начале 2000 года выступал за «Явор» Иваница. 7 июля 2000 года вместе с другими югославскими игроками, среди которых были Предраг Алемпиевич, Драшко Милекич, Срдан Савичевич и Горан Сретенович был заявлен за российский «Уралан». Уже на следующий день в матче 16-го тура чемпионата России на выезде против «Спартака» вышел в стартовом составе. В сезоне провёл 10 матчей, забитыми мячами не отметился. «Уралан» вылетел в первый дивизион, а Чиркович покинул клуб. Дальнейшая судьба игрока неизвестна.